# Braam Steyn
Pour les articles homonymes, voir Steyn.

a Compétitions nationales et continentales officielles uniquement.

b Matchs officiels uniquement.
Dernière mise à jour le 19/08/2019.
Abraham Jurgens Steyn, né le 2 mai 1992 à Cradock (Afrique du Sud), est un joueur de rugby à XV italien d'origine sud-africaine. Il joue avec l'Italie et la franchise du Benetton Trevise au poste de troisième ligne aile ou de troisième ligne centre.

## Biographie
Membre de l'académie des Sharks, il fait partie des Baby Boks vainqueur du championnat du monde junior 2012.
En décembre 2012, il signe en Italie au club de Mogliano Rugby qui remporte le championnat d'Italie 2013. Il rejoint ensuite Calvisano où il remporte le championnat d'Italie 2014 et 2015. En 2015, il signe pour la franchise italienne du Benetton Trévise.

## Carrière

### En club
- 2012 : Natal Sharks
- 2012-2013 : Mogliano Rugby
- 2013-2015 : Calvisano
- 2013-2015 : Zebre
- Depuis 2015 : Benetton Trévise

### En équipe nationale
Il a honoré sa première cape internationale en équipe d'Italie le 14 février 2016 par une défaite 9-40 contre l'Angleterre.
À jour le 09/03/2025
- 50 sélections en équipe d'Italie depuis 2016
- Sélections par années: 6 en 2016, 11 en 2017 et 8 en 2018
- Tournoi des Six Nations disputés: 2016, 2017 et 2018

## Palmarès

### En équipe nationale
- Vainqueur de la Coupe du monde des moins de 20 ans en 2012 avec l'équipe d'Afrique du Sud des moins de 20 ans.